# I Forbryderhænder
I Forbryderhænder er en dansk stum dramafilm fra 1909 produceret af Nordisk Films Kompagni og instrueret af Viggo Larsen efter manuskript af Arnold Richard Nielsen.
Filmens titel er på IMDb angivet som De smaa Landsstrygere. Filmen blev i tysktalende lande distribueret som In Verbrecherhänden. Filmen havde dansk premiere den 25. januar 1909. 

## Handling
Hr. Kerlor er nødt til at tage på en langvarig forretningsrejse. Under sit fravær forsøger hans ven, hr. Barner, at komme tættere på fru Kerlor, og da han bliver afvist med afsky og vrede, bliver han vred og lover at tage hævn. Mens hr. Kerlor er bortrejst, føder hustruen et barn, en dreng, som Kerlor ser for første gang, da han vender hjem efter tre års fravær. Den første aften efter hjemkomsten modtager Kerlor et anonymt brev, der informerer ham om, at hans kone var ham utro under hans rejse, og at han ikke er far til barnet. Kerlor tror på denne bagvaskelse, anklager ophidset sin hustru for det påståede utroskab og jager hende væk. En tyv bryder ind om natten. Kerlor fanger ham og vil først slippe ham fri, men han kalder ham tilbage, og overgiver sit barn til tyven med ordene "Gør ham til en lige så stor forbryder, som du selv er."
12 år senere bliver Kerlor kaldt til Hr. Barners dødsleje, og her erfarer han, at det var Barner, der skrev det anonyme brev ud fra et ønske om hævn. Kerlor formår at forsone sig med sin kone, som han har forurettet så hårdt, og nu er hans eneste mål at finde sin søn og råde bod på hans frygtelige uretfærdighed. Han finder også "Vindfanget", som tyven kaldes, der giver ham en lille brystsvag dreng, der kun volder ballade for tyvebanden, hvorimod Kerlos søn, Fanfan, som er stor og stærk, holdes tilbage hos tyven. I sit nye hjem bliver den svage lille Caudinet plejet omhyggeligt; men da sygeplejersken ser hans stakkels, afmagrede ansigt, genkender hun ham straks fra et fattighospital og kan fortælle hans forældre, at han ikke er hendes søn. Endnu en gang går Kerlor til "Vindfanget" for at hente sin søn, men denne gang bliver han overfaldet,og bagbundet. En fuld kvinde bliver beordret til at passe ham, hvorefter de andre forbrydere, undtagen Fanfan, forlader hytten. Et øjeblik senere sover kvinden, og Fanfan befrier Kerlor og flygter med ham. Da døren er låst, må de to undslippe gennem et vindue, men imens vågner kvinden, forbryderne kommer, og en spændende jagt starter.
Da de flygtende når frem til en smal bro over en flod, er deres forfølgere tæt i hælene på dem. Men Fanfans snarrådighed redder dem. Da de passerede broen, brækker den friske dreng en planke af broen, og forfølgerne styrter i vandet. Far og søn når sikkert hjem, og et rørende gensyn finder sted mellem de to venner, Fanfan og Claudinet. Men om natten bryder "Vindfangets" tyvebande ind i Kerlors villa for at tage hævn. Ved et tilfælde bryder de ind i rummet, hvor Claudinet er. På trods af trusler om død og ulykke slår den lille fyr alarm, og hjælpen ankommer lige i tide til at forhindre yderligere forbrydelser. Hans svage krop kan dog ikke tåle, hvad han måtte udstå, og med et glad smil dør han i armene på sin elskede kammerat Fanfan.

## Medvirkende
- Holger-Madsen
- Viggo Larsen
- Agnes Nørlund
- Petrine Sonne

Kilde: